# Guerra da informação
Guerra da Informação ou Guerra de Informação (em inglês: information warfare), é um conceito envolvendo o uso e gerenciamento de informações e tecnologias da informação e comunicação em busca de uma vantagem competitiva sobre um adversário. Guerras de informação podem envolver uma coleção de informações táticas, métodos de asseverar a informação utilizada como válida, dispersar propaganda ou desinformação para desmoralizar ou manipular o inimigo e o público em geral, debilitando a qualidade da informação da força oposta. O conceito é similar à guerra psicológica.

## Artigos
- A Guerra de informação: perspectivas de segurança e competitividade, Revista Militar (18 de Junho, 2008).

## Notícias
- Guerra de informação – o que será isso?, Global Research (17 de Abril, 2014).